# سدل کلاب
سَدِل کلاب (انگلیسی: The Saddle Club) یک مجموعه تلویزیونی کودکانه و خانوادگی استرالیایی-کانادایی است که در سال ۲۰۰۱ منتشر شد.
این سریال حول محور تجربیات سه دختر می‌چرخد که پس از دریافت عشق مشترکشان به اسب‌سواری، باشگاهی به نام «سَدِل کلاب» تشکیل می‌دهند. رقیب آنها یک سوارکار جوان به نام ورونیکا دی آنجلو در باشگاهی دیگر است.
در سرتاسر مجموعه، سَدِل کلاب رقابت خود را با ورونیک در آموزش برای مسابقات، نمایش اسب‌ها، و درام‌های معمولی که بین دوستان و کارکنان در باشگاه رقیب رخ می‌دهد، دنبال می‌کند. در هر نمایش، سَدِل کلاب بر ناملایمات موجود پیروز می‌شود و معمولاً پیامی را ارسال می‌کند که بر اهمیت دوستی و کار گروهی تأکید می‌کند.

## گزیدهٔ بازیگران
- سوفی بنت
- برت تاکر
- نیتن فیلیپس
- کانر جسوپ
- جرارد کندی
- کریس همسورث
- وندی استرلو